# Pe muchie de cuțit (film din 1946)
Pe muchie de cuțit (în engleză The Razor's Edge) este un film noir dramatic regizat de Edmund Goulding după un scenariu de Lamar Trotti și Darryl F. Zanuck (nemenționat) bazat pe un roman omonim din 1944 de W. Somerset Maugham. În rolurile principale au interpretat actorii Tyrone Power, Gene Tierney, John Payne, Clifton Webb și Herbert Marshall, cu Anne Baxter, Lucile Watson, Frank Latimore și  Elsa Lanchester în rolurile secundare.

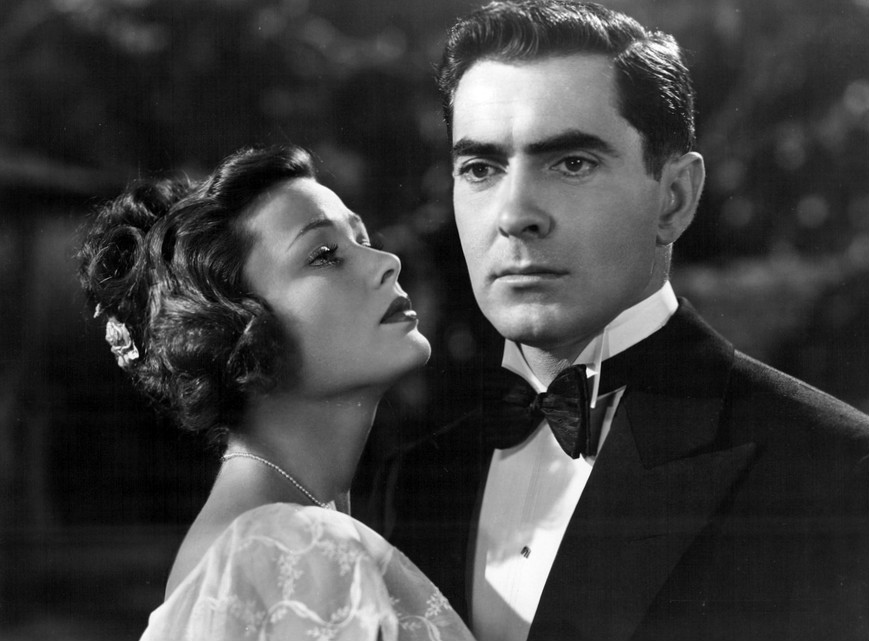
Gene Tierney și Tyrone Power în Pe muchie de cuțit

A fost produs de studiourile 20th Century Fox și a avut premiera la 1946, fiind distribuit de 20th Century Fox. Coloana sonoră a fost compusă de Alfred Newman. Cheltuielile de producție s-au ridicat la 1,2 milioane de dolari americani și a avut încasări de 5 milioane de dolari americani (estimativ, din vânzările din Canada și Statele Unite).
Pentru rolul din acest film, Anne Baxter a primit Premiul Oscar pentru cea mai bună actriță în rol secundar.

## Rezumat
Soldatul Larry Darrell se întoarce din război (Tyrone Power). Războiul l-a schimbat foarte mult, se caută din nou pe sine în această lume. Larry nu se regăsește în înalta societate și întrerupe relațiile cu fosta sa iubită, Isabel Bradley (Gene Tierney). Se căsătorește cu o altă persoană, dar nu din dragoste. Confuz, Larry începe să caute sensul vieții în călătorii și pleacă în Himalaya. Începe să se întâlnească cu bețiva și dependenta de droguri Sophie MacDonald (Anne Baxter), dar zece ani  mai târziu Isabel reapare brusc în viața fostului soldat și distruge relația cu Sophie. Sophie moare în curând, iar Larry continuă să se caute. 

## Distribuție
Au interpretat actorii:
- Tyrone Power - Larry Darrell
- Gene Tierney - Isabel Bradley
- John Payne - Gray Maturin
- Anne Baxter - Sophie MacDonald
- Clifton Webb - Elliott Templeton
- Herbert Marshall - W. Somerset Maugham
- Lucile Watson - Louisa Bradley
- Frank Latimore - Bob MacDonald
- Elsa Lanchester - Miss Keith
- Cecil Humphreys - the Holy Man
- Fritz Kortner - Kosti
- Ted Billings - Miner (nemenționat)
- Eugene Borden - Sea Captain (nemenționat)
- Reed Hadley - Party Waiter (voce, nemenționat)

## Producție și primire
A avut patru nominalizări la Premiile Oscar: Premiul Oscar pentru cel mai bun film (Darryl F. Zanuck),  Premiul Oscar pentru cea mai bună actriță în rol secundar (Anne Baxter), Premiul Oscar pentru cel mai bun actor în rol secundar (Clifton Webb) și  Premiul Oscar pentru cele mai bune decoruri într-un film alb-negru (Richard Day, Nathan Juran, Thomas Little și Paul S. Fox). Pentru rolul din acest film, Anne Baxter a primit Premiul Oscar pentru cea mai bună actriță în rol secundar.